# Leur Algérie
Pour plus de détails, voir Fiche technique et Distribution.
Leur Algérie (جزائرهم) est un film documentaire franco-suisso-qataro-algérien réalisé par Lina Soualem, sorti 2020.

## Synopsis
Au travers de la séparation de ses grands-parents algériens kabyles Aïcha et Mabrouk, après soixante-deux ans de mariage et également parents de Zinedine Soualem, Lina Soualem évoque le témoignage d'une génération d'immigrés algériens venus en France pour travailler, jusqu'à 70 heures par semaine et invisibilisés alors qu'ils représentaient 60% des ouvriers de l'ancienne industrie coutelière de Thiers.

## Fiche technique
- Titre : Leur Algérie
- Réalisation et scénario : Lina Soualem
- Musique : Remi Durel
- Production : Marie Balducchi
- Société de production : Agat Films & Cie
- Langues originales : français et arabe
- Dates de sortie :
  - Suisse : avril 2020 (Festival Visions du réel)
  - France : octobre 2020 (Festival du cinéma méditerranéen de Montpellier) ; 13 octobre 2021 (sortie nationale)